# (7702) 1991 PO13
A (7702) 1991 PO13 a Naprendszer kisbolygóövében található aszteroida. Henry E. Holt fedezte fel 1991. augusztus 5-én.